# Боуэр, Уолтер
Уолтер Боуэр (англ. Walter Bower, также Bowmaker; лат. Walterus Bowerus или Gualterus Bowerus; 1385 — 24 декабря 1449) — шотландский историк, хронист, дипломат, монах-августинец, автор «Шотландской хроники» (лат. Scotichronicon), содержащей, в частности, одно из первых упоминаний о Робине Гуде.

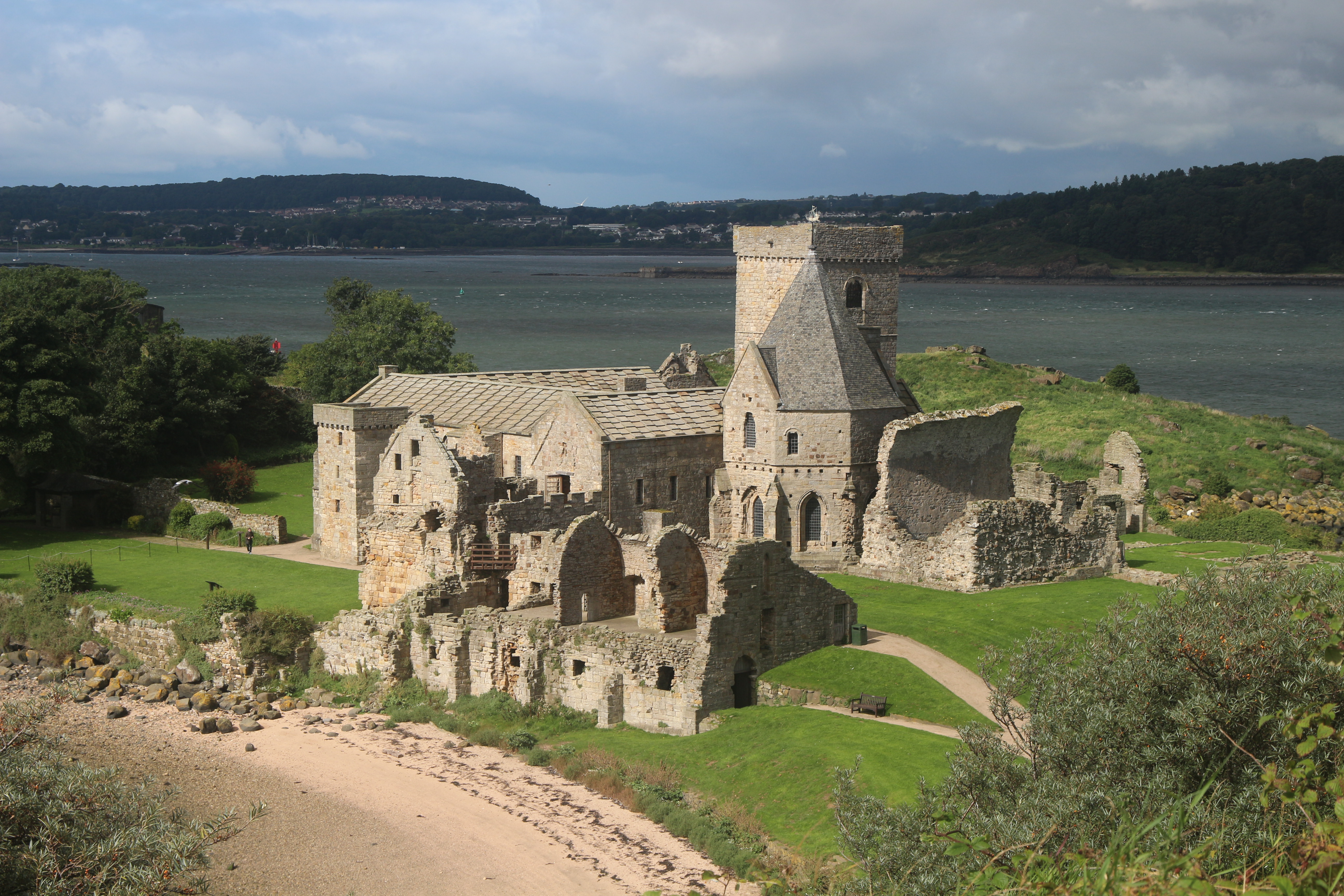
Руины Инчколмского аббатства (Ферт-оф-Форт, Шотландия)

## Биография
Родился в 1385 году, в год, когда, по его собственным словам, Джон Гонт сжёг Эдинбург, а король Ричард II — Драйбёргское аббатство, в Хаддингтоне (Восточный Лотиан). Происхождение точно не установлено, предположительно приходился родственником Джону Боумэйкеру (англ. John Bowmaker), исполнявшему обязанности бейлифа и таможенника в Хаддингтоне в конце 1390-х годов.

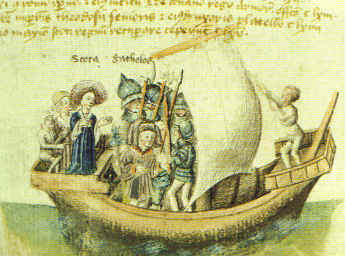
Легендарные прародители гаэлов Скота и Гойдель Глас, плывущие из Египта. Миниатюра рукописи «Шотландской хроники» Уолтера Боуэра, 1440-е гг.

Около 1400 года, в возрасте 15 лет, получил должность каноника, а спустя три года вступил в орден августинцев в приорате Св. Андрея в Сент-Эндрюсе (Файф, Шотландия). Изучал право в Сорбонне, затем философию и теологию в национальном шотландском университете Св. Андрея, основанном в 1410 году приором Сент-Эндрюса Джеймсом Бисетом.
В 1417 году, по другим данным, в апреле 1418 года, будучи 32 лет от роду, стал аббатом Инчколмской обители на одноимённом острове в заливе Ферт-оф-Форт, недалеко от Эдинбурга. В 1420 году неудачно участвовал в выборах настоятеля аббатства Холируд (Эдинбург). В 1423—1424 годах в качестве одного из уполномоченных участвовал в сборе средств для выкупа пленённого англичанами короля Якова I. С 1432 года являлся членом городского совета Перта. В октябре того же года на собравшемся в Перте съезде выступил против мира с Англией. 
В 1433 году участвовал в дипломатической миссии в Париж, обсуждавшей условия династического брака между дочерью шотландского короля Маргаритой Стюарт и дофином Франции Людовиком. В 1436—1437 годах встречался с папским легатом Антонио Сан-Вито, епископом Урбино.
В 1440-е годы ушёл на покой, занявшись историческими трудами. Умер 24 декабря 1449 года в Инчколмском аббатстве.

## Сочинения

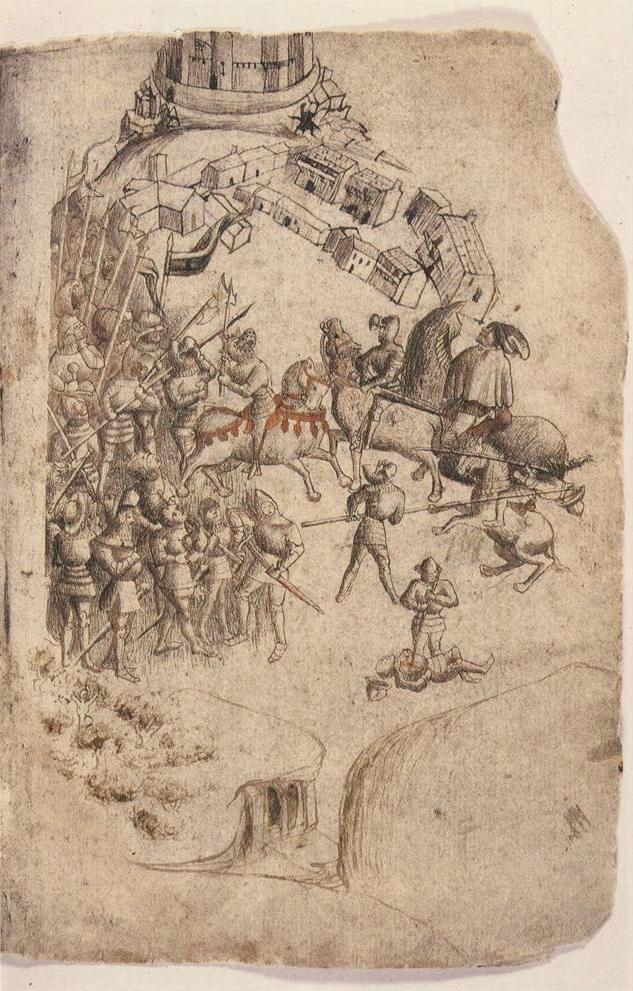
Битва при Бэннокберне. Миниатюра рукописи «Шотландской хроники» Уолтера Боуэра, 1440-е гг.

Основным историческим трудом Уолтера Боуэра стала «Шотландская хроника» (лат. Scotichronicon) в 16 книгах, составленная в 1440—1447 годах на латыни по инициативе сэра Дэвида Стюарта, владельца соседнего с аббатством замка Росайт и являющаяся продолжением «Хроники шотландской нации» (лат. Chronica Gentis Scotorum) капеллана Абердинского собора Джона Фордана. 
Сведения первых пяти и части шестой книг хроники Боуэра неоригинальны и в основном пересказывают сочинение Фордана, доведённое до 1153 года. Более поздние книги, события в которых излагаются вплоть до смерти в 1371 году короля Давида II Брюса, основаны на другом сочинении Джона «Анналы деяний» (лат. Gesta Annalia), «Изначальной хронике Шотландии» (англ. Orygynale Cronykil of Scotland) Эндрю Уинтонского (1406), а также «Зерцале историческом» Винсента из Бове (1254), и содержат немало авторских дополнений, среди которых встречается сообщение об «известном головорезе Роберте Гуде» и Маленьком Джоне, которые, по утверждению Боуэра, действовали во времена восстания Симона де Монфора (1263—1265) и которых «глупое простонародье чрезмерно прославляет в трагедиях и комедиях и о ком с восторгом слушает баллады, распеваемые менестрелями и шутами». 
Начиная с правления Роберта II (1371—1390), сведения хроники Боуэра самостоятельны и представляют ценность для историков, особенно применительно к правлению Якова I, смертью которого в 1437 году завершается изложение событий шотландской истории. В прологе к хронике приводятся краткие сведения о Джоне Фордане. Значительную ценность представляют содержащиеся в ней тексты исторических документов, в частности, представленный в 1301 году римской курии «Процесс» эдинбургского легиста Бальдреда Биссета, в котором обосновываются права шотландцев на независимость от английских королей.
Исследователи текста хроники Боуэра, в частности, Кристофер Найман, установили, что он обильно цитирует в ней компилятивное сочинение Томаса из Ирландии «Букетик цветов» (лат. Manipulus florum, 1306), содержащее около 6 000 извлечений из патристических и агиографических произведений. 
В последние годы жизни Боуэр занимался составлением сокращения своей хроники, рукопись которого, получившая название «Книга Купара» (англ. Book of Cupar), сохранилась в собрании Библиотеки Адвокатов в Эдинбурге (MS. 35. 1. 7). Там же хранятся рукописи двух других сокращений хроники Боуэра, одно из которых выполнено около 1450 года монахом-картезианцем Патриком Расселом из Перта (MS 35. 6. 7), а другое — около 1461 года анонимным автором, побывавшим во Франции (MS 35. 5. 2).

## Рукописи и издания
Во второй половине XV столетия сделано было несколько копий хроники Боуэра, в частности, одну из них переписал в 1483—1484 годах мастер Магнус Маккаллох для архиепископа Глазго (Harl. MS 712), более известна т. н. «Чёрная книга из Пейсли» (англ. Black Book of Paisley), сохранившаяся в 13 списках. 
Две рукописи полного варианта «Шотландской хроники» Боуэра хранятся в Британской библиотеке («Чёрная книга из Пейсли» и Harl. MS 712), одна — в эдинбургской Библиотеке Адвокатов (MS 35.6.8), и ещё одна, возможно, авторская — в собрании Колледжа Корпус-Кристи Кембриджского университета (MS 171).
Отрывки из «Шотландской хроники» Боуэра впервые были напечатаны в 1691 году по рукописи из собрания кембриджского Тринити-колледжа историком Томасом Гейлом в сборнике «Британские, саксонские и англо-нормандские историки XV века» (лат. Historiae Britannicae, Saxonicae, Anglo-Danicae Scriptores XV), а в 1722 году опубликованы вместе с хроникой Джона Фордана в Оксфорде известным антикварием Томасом Хирном.   
Впервые полностью хроника Боуэра была издана в 1759 году в Эдинбурге шотландским историком Уолтером Гудаллом, по рукописи из Библиотеки Адвокатов. Заново отредактированный и комментированный научный перевод опубликован был в 1987—1997 годах в 9 томах профессором Сент-Эндрюсского университета Дональдом Элмсли Уаттом.